# Réflex (vélopartage)
Pour les articles ayant des titres homophones, voir Réflexe et Reflex.
Réflex était un système de vélos en libre-service actif dans l'agglomération de Chalon-sur-Saône en Saône-et-Loire entre 2007 et 2015.
Contrairement à un certain nombre de systèmes similaires comme le Vélib' parisien, Réflex n'était pas lié à un marché publicitaire. Le service était géré par Transdev dans le cadre du réseau de transports en commun de l'agglomération, « Zoom ».
Le service a été fermé le 1er septembre 2015 en raison de son utilisation trop faible,.

## Dispositif
Mis en service par la communauté d'agglomération du Grand Chalon le 15 décembre 2007, le service Réflex fonctionnait jusqu'en 2012 avec le système « Allo Cyclo », mis au point dans le cadre d'un partenariat entre Transdev, la Deutsche Bahn (qui opérait déjà ce type de vélos en libre-service en Allemagne) et la société française Fabernovel. Ainsi, les vélos Réflex étaient les mêmes que la Deutsche Bahn utilise pour son service « Call a bike flex » en Allemagne.
En 2012, le service a été modifié pour fonctionner avec le système Smoove Box. Il y avait 12 stations fixes dont 8 sur Chalon-sur-Saône, 1 à Champforgeuil, 1 à Châtenoy-le-Royal, 1 à Saint-Marcel et 1 à Saint-Rémy. L'utilisateur pouvait badger sa carte d'abonné Zoom sur le lecteur placé sur le guidon du vélo. Un utilisateur occasionnel pouvait utiliser le clavier placé sur le lecteur pour rentrer un code.

## Tarifs
Comme pour des systèmes comparables dans d'autres villes, l'usager devait d'une part souscrire un abonnement et payer l'utilisation effective d'un vélo d'autre part.

L'abonnement était gratuit pour les abonnés du réseau Zoom. Pour les autres utilisateurs, le tarif de l'abonnement était de :
- 15 € pour un an
- 2 € pour un mois
- 1 € pour une journée (abonnement pour les utilisateurs très occasionnels, accessible par téléphone mobile)

La location d'un vélo était gratuite pendant la première demi-heure. Ensuite, les usagers devaient payer 1 € par heure. La durée maximale autorisée est de 12 heures.